# 549年
| 千纪： | 1千纪 |
| 世纪： | 5世纪 \| 6世纪 \| 7世纪                                                                                    |
| 年代： | 510年代 \| 520年代 \| 530年代 \| 540年代 \| 550年代 \| 560年代 \| 570年代                                  |
| 年份： | 544年 \| 545年 \| 546年 \| 547年 \| 548年 \| 549年 \| 550年 \| 551年 \| 552年 \| 553年 \| 554年            |
| 纪年： | 己巳年（蛇年）；南朝梁太清三年；高昌永平元年；东魏武定七年；西魏大统十五年；蕭正德正平二年；新罗建元十四年 |

## 大事记
- 拜占庭帝國佔領巴埃提卡行省。
- 侯景攻入建康，纵兵洗劫，蕭家宗室、世族琅琊王氏、陳郡謝氏皆遭血洗，史称侯景之亂。

## 逝世
- 蕭衍，南朝梁武帝（464年出生，85岁）。
- 高澄，北齐追尊文襄帝（521年出生，27-28岁）。
- 蕭方等，梁元帝長子（528年出生，41岁）。
- 徐昭佩，梁元帝正妻。
- 元景仲，南朝官員，後依附侯景叛亂。